# Església de Santa Margarida del Penedès (Cantallops)

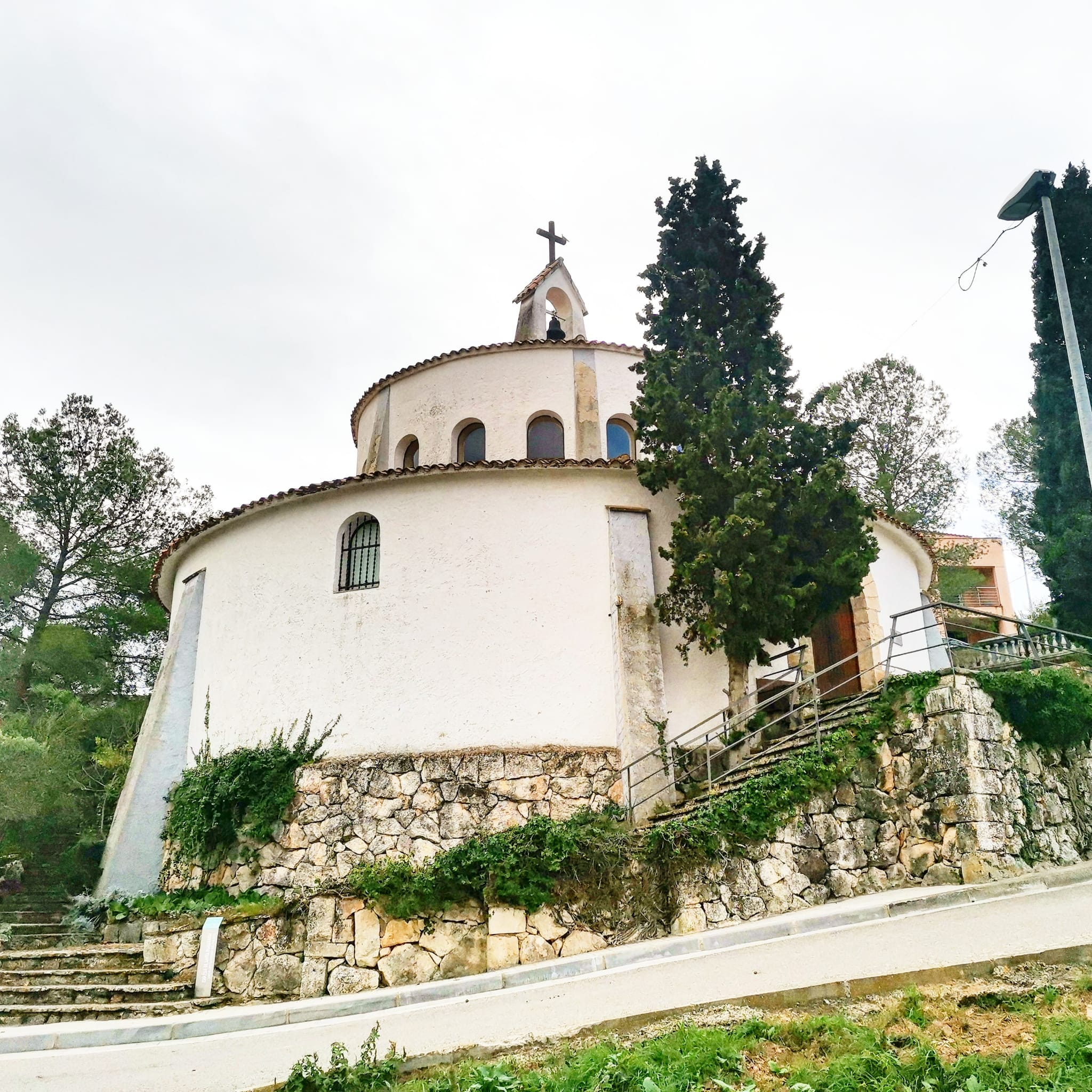
Imatge exterior del temple

L’Església de Santa Margarida del Penedès és un temple catòlic sense cap estil arquitectònic definit ubicat al nucli de Cantallops al municipi d’Avinyonet del Penedès (Alt Penedès). La capella de Santa Margarida del Penedès és sufragània de la parròquia de Sant Pere d’Avinyó i està protegida com a bé cultural d'interès local.

## Descripció
El temple, que es pot encabir dins l'arquitectura eclèctica, està situat en un replà sobre un petit turó, al peu del Cap de Grill, i s'alça harmoniosament al capdamunt del nucli urbà de Cantallops. De parets blanques, està envoltada de diversos contraforts. Corona l’edifici un senzill cimbori amb un conjunt de finestres i un campanar d’espadanya al capdamunt que alberga una petita campana. Al capdamunt de l’edifici s'alça una gran creu.
Aquest temple és juntament amb la capella romànica del Sant Sepulcre d’Olèrdola, l’únic edifici de caràcter religiós de planta circular existent al Penedès. Aquest tipus de planta és la que li dona un caràcter emblemàtic i especial.
Amb un interior ben il·luminat, gràcies als finestrals que coronen el cimbori central, en el seu interior es venera una imatge de Santa Margarida. La creu que hi ha sobre l’altar havia estat amb anterioritat una creu processional. Aquesta creu té característiques barroques (segle XVII).

## Història
Des del segle XVI hi ha documentació que demostra l’existència d’una capella dedicada a Santa Margarida a Cantallops. L’any 1579 Jaume Peipo d’Avinyonet deixà diners en el seu testament per arreglar la Capella de Santa Margarida de Cantallops o que el 1729 el Visitador General de Sant Pere d’Avinyó manà que els obrers d’Avinyonet arreglin la capella. També es té constància que el 25 de juny de 1743 s'esmenta una llicència del vicari general al rector d’Avinyonet del Penedès, Francesc Busquets, per beneir la capella de Sta. Margarida novament edificada en dita parròquia en relleu de la destruïda.
Aquesta primera capella era d’origen romànic i estava ubicada a l’entrada del Camí dels Xops. Se sap que l’’1 de febrer de 1758 el vicari general d’Avinyonet del Penedès donà llicència al rector per beneir una campana. Aquesta capella encara consta oberta al culte públic, almenys esporàdicament, l’any 1921. Ara bé, es va anar deteriorant fins al punt que als anys trenta del segle XX ja estava totalment en desús, als anys cinquanta ja estava en ruïnes, poc després va ser totalment enderrocada i en el terreny va passar a formar part d’un camp.
Entre els anys 1955 i 1956 es va construir un temple al carrer de Santa Margarida, que segueix el traçat de la carretera N-340 i va ser construïda pel pare d'en Llopart. Algunes de les millor pedres de l’antic temple, les escairades, es van aprofitar en la construcció d’aquesta nova església. La resta de pedra es va portar des de les pedreres que a principis del segle XXI encara es poden veure sota el cementiri de Les Gunyoles. Tot el poble es va implicar en la construcció del nou temple que va tenir una vida curta: 20 anys.
Als anys setanta, la precarietat dels materials constructius i la poca profunditat dels fonaments es va manifestar en grans esquerdes a les parets i l’arc principal, el sostre va cedir uns centímetres i hi hagué alguns despreniments. Els intents d’estabilitzar l’edifici van ser infructuosos i es va decidir declarar el temple en estat ruïnós. Aquest edifici es va vendre a un particular i actualment, restaurat, és una vivenda.

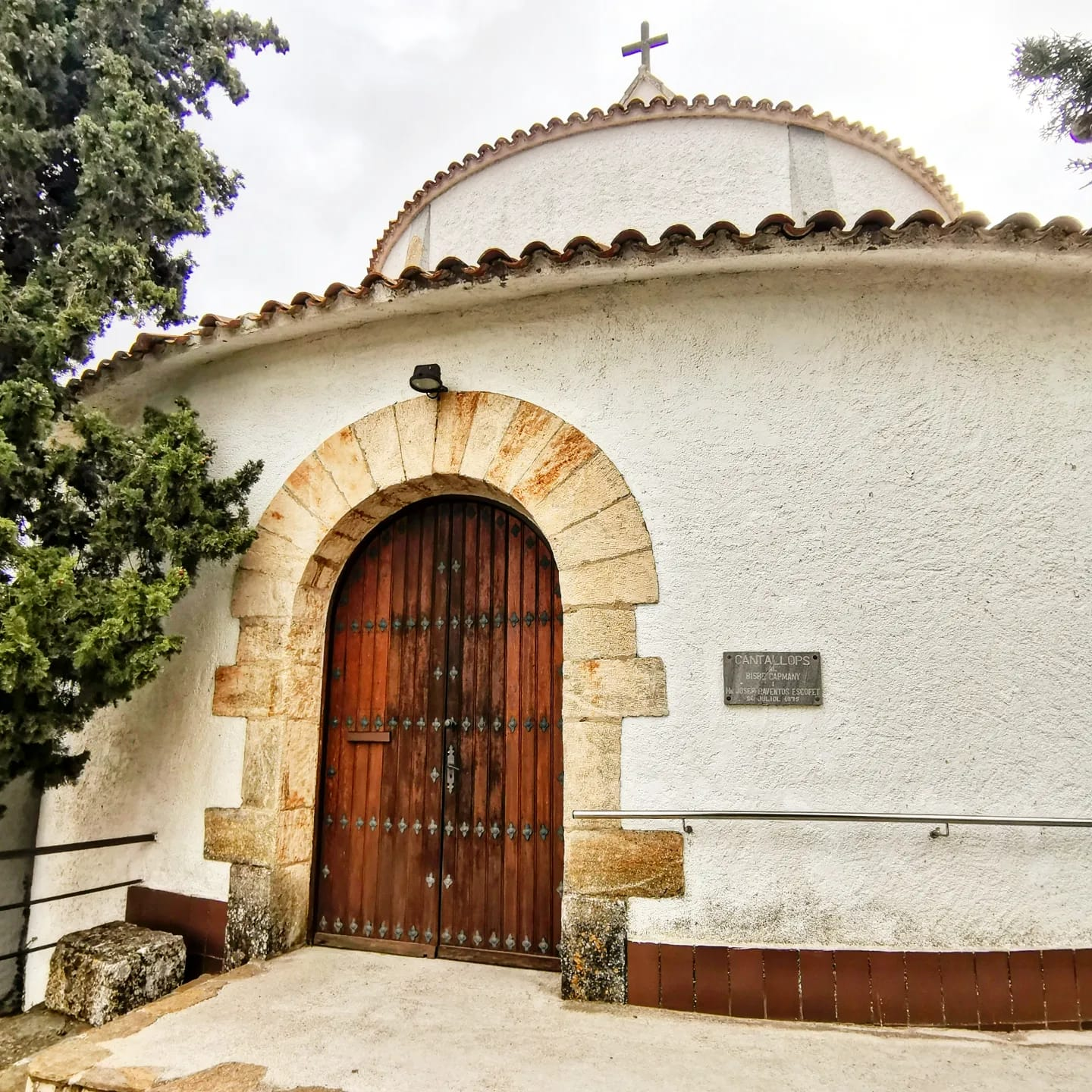
Porta del temple

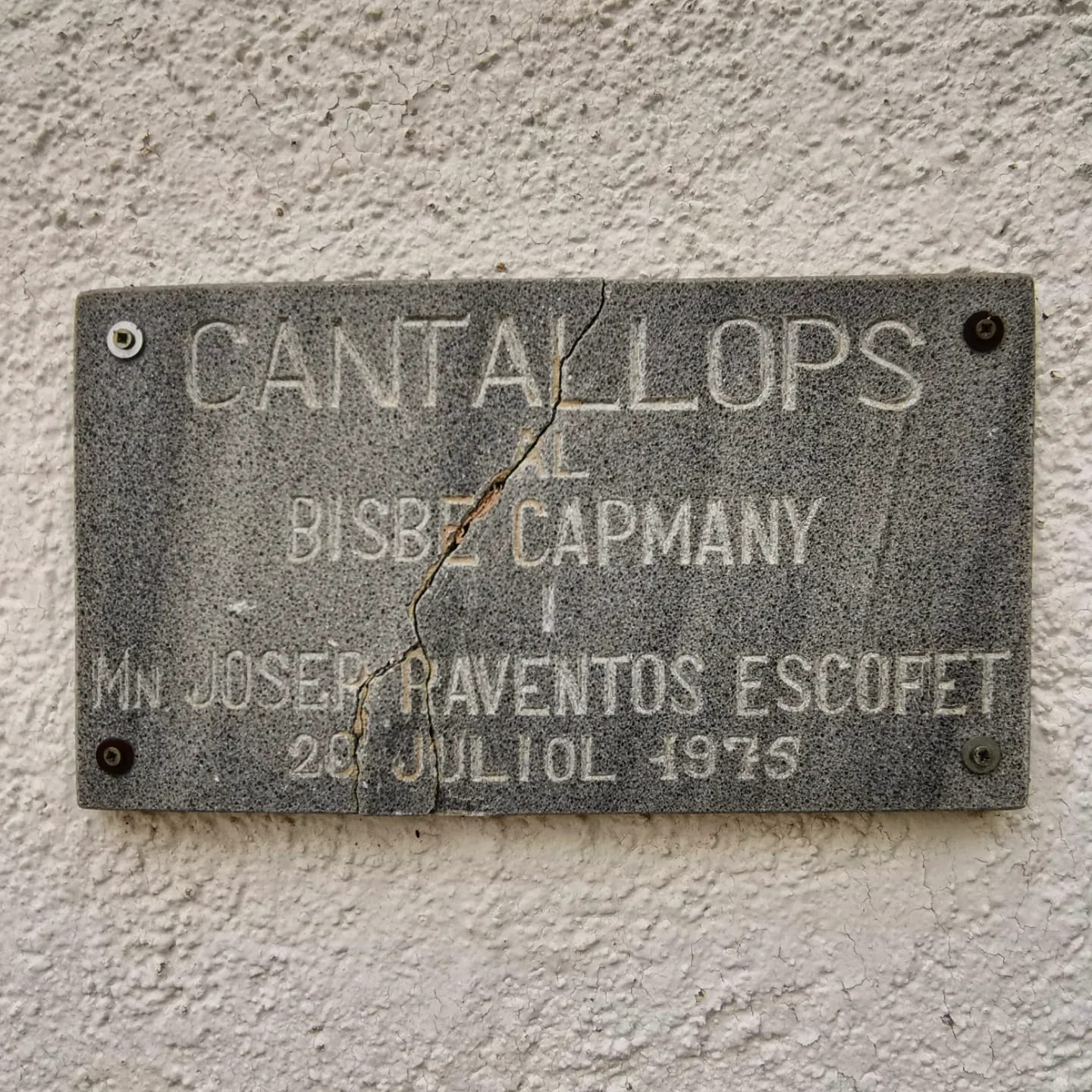
Placa commemorativa de la inauguració i benedicció del temple.

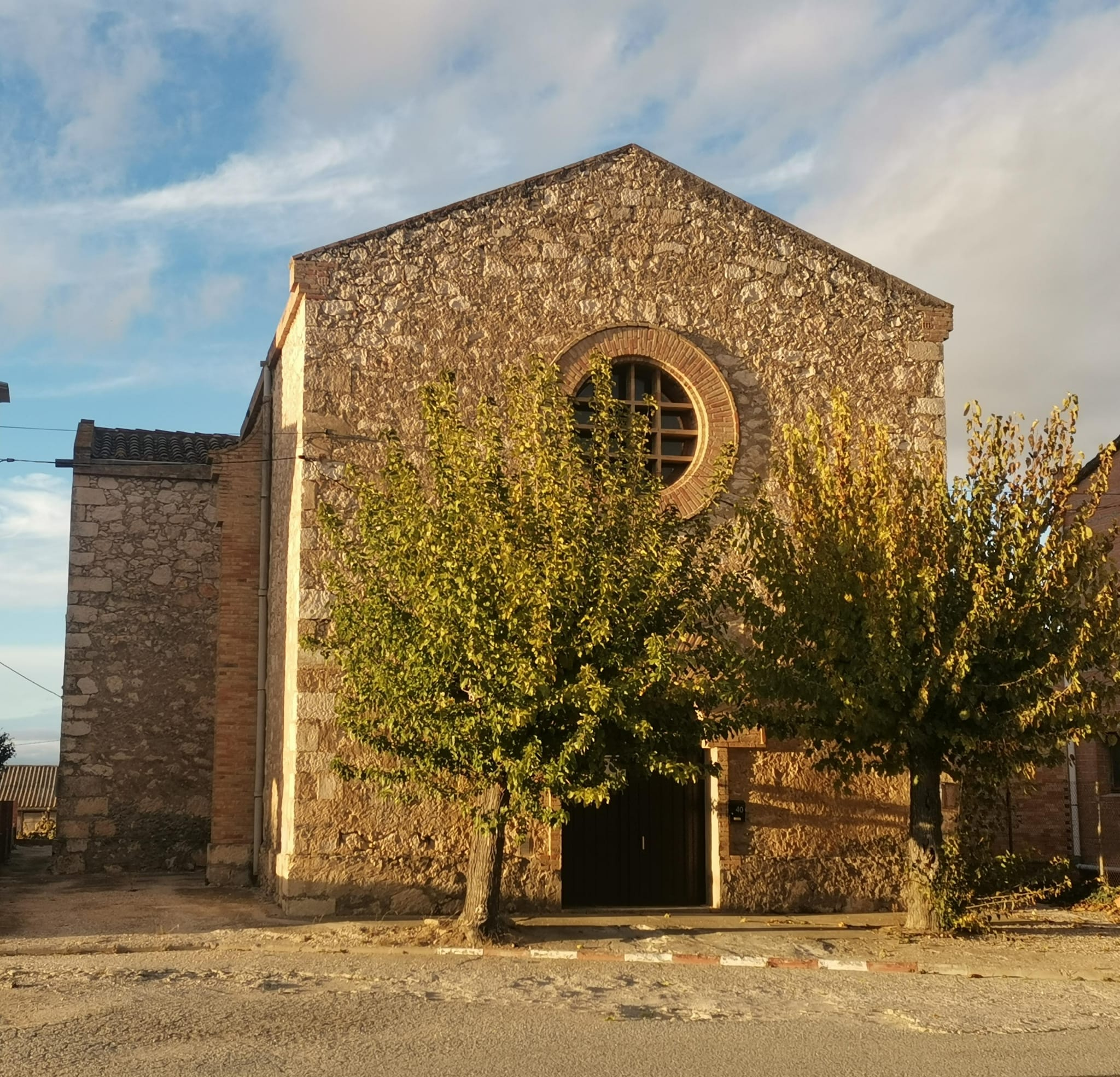
Imatge de l'antiga església de Santa Margarida. Construïda als anys 50 del va ser declarada en estat ruïnós i venuda a un particular l'any 1975. Actualment, després de ser restaurada, és una vivenda particular.

El poble, reunit en assemblea i aconsellat per Mn. Josep Raventós que era el rector del moment, va decidir construir un nou temple: era més pràctic que reparar l’existent. Segons la documentació existent, l’arquitecte Rius va dissenyar aquest temple de planta rodona. L’església es va construir gràcies als donatius dels feligresos i les obres foren dirigides per dos paletes del poble, Joan Ràfols i Josep Guilera, tot i que tot el poble es va implicar per fer realitat el projecte. Es conta que els diumenges eren els dies de màxima activitat. S'explica que per la Mare de Déu de Montserrat, el 27 d'abril, es van posar més de 3.000 totxanes. No obstant, hi va haver moments delicats, com quan es feia la cúpula, o quan es posava la campana o la creu.L’església va quedar enllestida en tres mesos.
Finalment, el 20 de juliol de 1975, el temple va ser inaugurat i consagrat pel bisbe Josep Capmany i Casamitjana.
En motiu del 50è aniversari de la inauguració del temple, el 20 de juliol de 2025, es va celebrar un acte commemoratiu que consistí en una Eucaristia d'Acció de gràcies presidida pel bisbe del Bisbat de Sant Feliu de Llobregat, Fra Xabier Gómez OP, la descoberta d'una placa commemorativa, una exhibició de balls tradicionals i un sopar popular on un conjunt de testimonis van explicar vivències i anècdotes a l'entorn del temple.

## Santa Margarida i Cantallops
La devoció a Santa Margarida, a qui està dedicat l'actual temple, fou força present en temps medievals. Geogràficament proper es troba l'antecedent d'aquesta advocació a Santa Maria de Llinda, en la capella enrunada del segle x. Resulta interessant la casualitat històrica de l'existència, en documentació del segle xi, d'un Llop-Sanç, instal·lat en les proximitats de Llinda en terres que inclouen el "Campo de Lupo" (Cantallops?), encomanat l'any 1176 a Bertran de Solario, l'amo de Mas Bertran, pel monestir de Sant Cugat (MARGARIT, 1983a).